# Circondario della Pomerania Anteriore-Rügen
Il circondario della Pomerania Anteriore-Rügen (in tedesco Landkreis Vorpommern-Rügen) è un circondario del Land tedesco del Meclemburgo-Pomerania Anteriore.

## Storia
Il circondario fu creato il 4 settembre 2011 dalla fusione della città extracircondariale di Stralsund con i circondari della Pomerania Anteriore Settentrionale e di Rügen.

## Città e comuni
(Abitanti il 31 dicembre 2022)
Comuni non appartenenti ad alcuna comunità amministrativa
1. Binz (5 545)
2. Grimmen, Città (9 586)
3. Marlow, Città (4 694)
4. Putbus, Città (4 531)
5. Sassnitz, Città (9 199)
6. Stralsund, Città anseatica e Große kreisangehörige Stadt (59 363)
7. Süderholz [Sede: Poggendorf] (4 074)
8. Zingst (3 173)

Comunità amministrative e loro comuni

* Sede della comunità
| - 1. Amt Altenpleen (7 528) 1. Altenpleen * (1 006) 2. Groß Mohrdorf (755) 3. Klausdorf (690) 4. Kramerhof (1 905) 5. Preetz (1 031) 6. Prohn (2 141) - 2. Amt Barth (15 290) 1. Barth, città * (8 777) 2. Divitz-Spoldershagen (468) 3. Fuhlendorf (820) 4. Karnin (216) 5. Kenz-Küstrow (536) 6. Löbnitz (598) 7. Lüdershagen (572) 8. Pruchten (733) 9. Saal (1 411) 10. Trinwillershagen (1 159) - 3. Amt Bergen auf Rügen (20 687) 1. Bergen auf Rügen, città * (13 689) 2. Buschvitz (236) 3. Garz/Rügen, città (2 264) 4. Gustow (634) 5. Lietzow (240) 6. Parchtitz (748) 7. Patzig (442) 8. Poseritz (973) 9. Ralswiek (255) 10. Rappin (311) 11. Sehlen (895) - 4. Amt Darß/Fischland (6 674) 1. Ahrenshoop (680) 2. Born auf dem Darß * (1 130) 3. Dierhagen (1 561) 4. Prerow (1 492) 5. Wieck auf dem Darß (740) 6. Wustrow (1 071) | - 5. Amt Franzburg-Richtenberg (7 756) 1. Franzburg, città * (1 367) 2. Glewitz (564) 3. Gremersdorf-Buchholz (648) 4. Millienhagen-Oebelitz (327) 5. Papenhagen (538) 6. Richtenberg, città (1 351) 7. Splietsdorf (496) 8. Velgast (1 697) 9. Weitenhagen (225) 10. Wendisch Baggendorf (543) - 6. Amt Miltzow (7 230) 1. Elmenhorst (717) 2. Sundhagen * (5 339) 3. Wittenhagen (1 174) - 7. Amt Mönchgut-Granitz (7 652) 1. Baabe * (914) 2. Göhren (1 458) 3. Lancken-Granitz (491) 4. Mönchgut (1 374) 5. Sellin (2 710) 6. Zirkow (705) - 8. Amt Niepars (9 684) 1. Groß Kordshagen (320) 2. Jakobsdorf (469) 3. Lüssow (794) 4. Niepars * (2 511) 5. Pantelitz (919) 6. Steinhagen (2 691) 7. Wendorf (859) 8. Zarrendorf (1 121) | - 9. Amt Nord-Rügen (7 752) 1. Altenkirchen (931) 2. Breege (575) 3. Dranske (1 155) 4. Glowe (971) 5. Lohme (465) 6. Putgarten (188) 7. Sagard * (2 460) 8. Wiek (1 007) - 10. Amt Recknitz-Trebeltal (8 798) 1. Bad Sülze, Stadt (1 796) 2. Dettmannsdorf (1 051) 3. Deyelsdorf (478) 4. Drechow (216) 5. Eixen (732) 6. Grammendorf (533) 7. Gransebieth (549) 8. Hugoldsdorf (133) 9. Lindholz (641) 10. Tribsees, città * (2 669) - 11. Amt Ribnitz-Damgarten (18 876) 1. Ahrenshagen-Daskow (2 165) 2. Ribnitz-Damgarten, città * (15 721) 3. Schlemmin (301) 4. Semlow (689) - 12. Amt West-Rügen (9 591) 1. Altefähr (1 290) 2. Dreschvitz (760) 3. Gingst (1 250) 4. Hiddensee (1 010) 5. Kluis (408) 6. Neuenkirchen (279) 7. Rambin (949) 8. Samtens * (1 985) 9. Schaprode (432) 10. Trent (656) 11. Ummanz (572) |